# 心肺复苏
心肺復甦是针对心跳、呼吸停止的急危重症患者所采取的关键抢救措施；即用胸外心脏按压或其他方法形成暂时的人工循环，以恢复心脏自主搏动和血液循环，加上用人工呼吸代替自主呼吸，达到恢复苏醒和挽救生命的目的。
心肺復甦含盖的范围，若有适应证，则尚包括：快速电除颤进行心律转复、使用血管活性药物来重新恢复自主循环，以及气管内插管以建立人工气道等等操作。

## 历史
George Crile在1903年，報告了第一次在狗模型中成功使用外部胸部按壓。次年，他報告了美國第一例人體閉胸心臟按摩病例。1906年，他展示了輸註生理鹽水和腎上腺素，結合胸部按壓，如何成功地使心臟驟停的患者復甦。因此在1949年，若遇到需急救的人，他們只會做胸外按壓法，當時沒有呼吸給氧的技術。1954年James Elam 是第一個證明呼出的空氣足以維持充足氧合的人。1956年Peter Safar 和 James Elam 發明了口對口人工呼吸法。1960年開發了心肺復甦術（CPR）。美國心臟協會啟動了一項計劃，讓醫生熟悉胸外心臟復甦，並成為公眾的心肺復甦術培訓的先行者。2008年美國心臟協會發布關於 Hands-Only™ CPR 的聲明，稱目睹成人突然倒下的旁觀者應撥打緊急求助電話，並通過在受害者胸部中間用力快速按壓來提供高品質的胸部按壓，不過口對口人工呼吸的做法在一般普通人士部分已經移除，但專業急救人士仍需執行這30：2的步驟。

## 内容
心肺復甦是一种救助心搏骤停病患的急救措施，目的是通过人工保持脑功能，直到自然呼吸和血液循环恢复。心肺復甦術並非單一的技術，它包含了一系列的評估及行動。另外，心肺復甦術的步驟可能需要根據不同的心跳停止之病因而有所變通。
国际复苏联合会和美国心脏协会联合将心肺复苏的内容制定为：首先實行胸外按壓（compression），再開放氣道（airway），確認口中無異物，接著是人工呼吸（breathing）（一般人不用這個步驟），儘速取得自動體外心臟去顫器（defibrillation）。即「C-A-B-D」。
一般民眾（或不敢給予人工呼吸者）以實行胸外按壓（compression）以及儘速取得及使用自動體外心臟去顫器（defibrillation）即「C-D」

## 心搏骤停与生命之链
心搏骤停一旦发生，如果患者得不到及时的抢救复苏，4~6分钟后就会造成脑和其他人体重要器官组织的不可逆的损害，因此心搏骤停后的心肺复苏必须在现场立即进行，为进一步抢救直至挽回心搏骤停伤病员的生命而赢得最宝贵的时间。建議在心跳停止四分鐘之內給予基本救命術（basic life support，BLS），八分鐘內給予高級心臟救命術（advanced cardiac life support，ACLS）。
患者心搏骤停时提供基本生命支持的链条：
- 立即识别心搏骤停并启动急救系统
- 尽早进行心肺复苏，着重于胸外按压
- 快速除颤
- 有效的高级生命支持
- 综合的心搏骤停后治疗

故综合：
- 一般大眾對心肺復甦術的熟稔
- 自動體外心臟去顫器的普及

患者一般可得到较高的救活率。

## 评估和求助
在施行心肺复苏前，急救者应对环境和患者进行评估，并向外界求助。
1. 评估和现场安全。急救者在确认现场安全的情况下，应立即启动对无脉搏、无反应，无呼吸或无正常呼吸者的急救反应系统并进行心肺复苏。（當一個人呼吸停止但有脈搏時，急救員應施予急救換氣（不做壓胸），建議速率在成年患者為每分鐘10至12次，嬰兒及兒童患者為每分鐘12至20次。）

1. 启动紧急医疗服务（emergency medical service, EMS）

- 如只有一名急救者在场，急救者应立即启动EMS体系（拨打急救电话），取来除颤器（如果有条件），对患者实施心肺复苏，如需要时，立即进行除颤。
- 如有多名急救者在场，其中一名急救者应按步骤进行心肺复苏，另一名启动EMS体系，取来除颤器（如果有条件），如需要时，立即进行除颤。
- 在救助淹溺或窒息性心脏骤停患者时，急救者应先进行5个周期（2分钟）的心肺复苏，然后再启动EMS系统。

对于非专业急救人员，不强调脉搏检查，只要发现无反应，无自主呼吸的患者就应按心搏骤停处理。对于医务人员，一般以一手食指和中指触摸患者颈动脉以感觉有无搏动检查脉搏（搏动触点在甲状软骨旁胸锁乳突肌沟内）。时间一般不能超过10秒，如10秒内仍不能确定有无脉搏，应立即实施胸外按压。
在檢查一個無反應成年人的呼吸時，所該判斷的是“正常”的呼吸；在檢查嬰兒或兒童的呼吸時，應該判斷的是呼吸的“有無”，因嬰兒及孩童常會有与成人不同却是正常的呼吸。

## 心肺復甦術的程序
根據美國心臟協會2010年最新之心肺复苏程序,如確定需要進行心肺复苏先進行30次心外壓然後2次吹氣, 此項更改令效率提升, 亦提高了救活率至80%
D.R.A.B.C
- 確保環境安全（danger，D）觀察及評估當時理場環境是否會對施救者或傷者構成危險，如有請先移除所有危險因素，如危險因素不能在短時間內移除（如火災等等）就應考慮會否把傷者移離危險的理場。（註:盡可能不要移動傷者，除非是當傷者不作移動時會造成更大危險甚至身亡時才應該移動傷者）
- 檢查傷者清醒及反應程度（response，R）在傷者的雙耳呼叫及輕搖隻肩五至十秒以測試傷者的反應,如沒反應應著他人過來協助
- 暢通气道（airway，A）以按額托顎方法暢通氣道（即是一隻手按著傷者額部，另一隻手托著傷者顎骨向傷者項額方向推），目的是保持呼吸道通畅，同時觀看傷者口內有否異物，如有異物應立即清除。如懷疑傷者頭或頸部受傷，應以創傷推顎法暢通氣道, 以免令脊髓受傷。
- 檢查呼吸（breathing，B）及檢查脈搏和循環徵象（circulation，C）把面部貼近傷者口鼻以自身感覺和聆聽傷者有否呼吸及留意傷者胸口有否起伏, 同時檢查頸動脈, 急救員應將食指和中指從傷者喉核向自身方向滑下約2.5cm。檢查呼吸及脈搏應在十秒之內完成。如傷者無呼吸及脈搏, 應著他人報警及提取自動體外心臟去顫器，立即進行心外壓30次比2次人工呼吸的程序。

- 心外按壓方法：救治者两膝处于被救治者卧位体表水平，伸出近傷者下肢的手以中指沿著肋骨向上找出肋骨和胸骨相接處後，把食指放在胸骨上，用另一隻手掌根胋近食指及置于其胸骨上，接著把近下肢的手疊於胸骨上的手背上作胋腕翹指，傾前上身以髋關節作支點，双臂伸直并垂直地以掌根向胸骨壓下5-6厘米，然後放鬆，重複按30次以至少 100 次/分鐘的按壓速率進行。
- 人工呼吸方法：指夹闭被救治者双鼻孔，另一只手托起下颌并张开被救治者的嘴，深吸气后，张口贴紧并包住被救治者的嘴，缓慢吹气。吹气时可见胸部抬起，吹气毕，即从被救治者口部离开，张嘴松开鼻孔。

- 除了以下情况外，心肺复苏一經施行便不應停止：

1. 傷者恢復脈搏及呼吸（如只恢復脈搏，則隔5秒吹氣一次的方式進行人工呼吸）。
2. 醫護人員到場接手。
3. 急救員已筋疲力尽。
4. 自動體外去顫器（AED）於分析心率及進行電擊時指示離開傷者。

- AED會指示是否需要電擊，之後一切跟從其指示進行急救程序。
- 如傷者恢復脈搏及呼吸但未清醒，應將傷者置復原臥式，並留意其脈搏及呼吸如傷者醒過來則應處理其他傷處（如骨折及出血）。
- 部份國家如美國鼓勵市民無論有否學習心肺复苏亦應嘗試進行心外壓，但仍建議已考獲受公認的急救證書的人士進行，其他人士如不肯定傷者情況不應對傷者進行心肺复苏，並立即報警或呼叫求助；傷病者清醒則作出安慰，使傷病者情緒得以穩定。

## 心肺复苏的重点
- 按压速率至少为每分钟 100 次，不超过120次
- 成人按压幅度至少为 5 厘米，不超过6厘米；婴儿和儿童的按压幅度至少为胸部前后径的三分之一（婴儿大约为 4 厘米，儿童大约为 5 厘米）
- 保证每次按压后胸部回弹
- 尽可能减少胸外按压的中断
- 避免过度通气

### 胸部按壓
針對嬰兒及兒童，不管是非專業性急救員或醫護人員，按壓部位：一手掌根部壓於劍突上5CM左右，另一手按於此手，例如，直接按壓胸骨如為右手，請將左手按壓於右上背上，令右手各手指離開受壓人胸壁，雙臂不可彎曲，應當繃直雙臂，以肩部或上半身力量下壓，目前建議按壓幅度要到達5CM以上。小兒下壓幅度約4-5CM。針對所有的患者，施救者應用力且快速地按壓，並在每一下按壓間，讓胸部回復至原本的形狀，並且將壓胸的中斷減到最小的程度；急救員應在施予兩次急救換氣後試著去感覺脈搏，此動作不能超過十秒鐘。若急救員無法在十秒鐘內判定眼前的病患有脈搏，應當立即继续心肺复苏。
按壓時可能會導致的併發症有：胸骨骨折、肋骨骨折、血心包、心包積液、張力性氣胸、胸腔積血等，急救者应在復甦後關注復甦過程中有否導致併發症狀出現。
每按压30次，吹两次气，为一个循环。5个循环后（约两分钟），各用5秒钟的时间，分别检查颈动脉是否恢复搏动。如果脉搏未恢复，继续按压，以后每5分钟检查一次颈动脉搏动。

### 按压与通气的比例
对于成人的心肺复苏，按压与通气的比例一般为30：2；对于婴儿、儿童，或进行双人CPR时可采用15：2的比例。双人或多人施救时应每2分钟（或5个周期CPR）更换按压者，并在5秒钟内完成转换。

### 非專業與專業施救者之心肺復甦術之不同
心肺復甦術的技術，會根據施救者是否具有醫療專業背景，而有不同的建議：
- 非專業性施救者給予無反應之患者兩次急救換氣後，應立即施行壓胸及換氣。意即：當一般民眾遇到無反應的患者時，他們不需要去學習評估脈搏或循環徵象。
- 非專業性施救者不再學習單獨施予急救換氣而無壓胸的相關技巧。　　强烈建议：未经CPR培训的旁观者，对突然倒下且无反应（意识丧失伴无呼吸或呼吸异常）的成年人进行胸外按压并强调“在胸部中央用力快速按压”或按急救调度的指示操作。施救者应继续进行单纯胸外按压，直到 AED到达且可供使用，或急救人员、其他相关施救者已接管患者。

### 對小儿使用自動體外去顫器及去顫術
在醫院外，當一個兒童被發現時已經呈現心跳停止的狀態，不管是非專業性施救者或醫護人員，都應先給予五輪的（約兩分鐘）的心肺復甦術，之後再接上自動體外去顫器，因为大部份發生在兒童的心跳停止，病因並非心室顫動，若是立即接上並執行自動體外去顫器（需要停止一切動作以分析心律），將延遲急救換氣及壓胸的時機；而如果醫護人員目睹兒童突然倒下，則該醫護人員應以最快的速度，使用自動體外去顫器。
面對一歲到八歲的兒童，若可行的話，急救員應使用兒科專用減輕電流量的去顫裝置，這類針對兒科病人設計的減少電流量之裝置，其適用年齡最大可至八歲（約25公斤重或約127公分高），傳統的自動體外去顫器則適用於八歲以上的小孩（重25公斤以上或高127公分以上）及成年人。而兒科專用的去顫裝置則不該使用在八歲以上的患者，因這類裝置所提供的電流量，對較大的孩童、青少年或成年人來說，是不足的。
針對小於一歲的嬰兒能否使用自動體外去顫器的議題，目前沒有明確贊成或反對的建議。
在实施醫院裡的急救时，急救員應立即施行心肺復甦術，並在第一時間使用自動體外去顫器或手動去顫器。使用手動去顫器時，首次電擊使用每千克體重兩焦耳的能量，而接續的電擊使用每千克體重四焦耳的能量。

## 核發心肺復甦術認證卡單位（台灣）

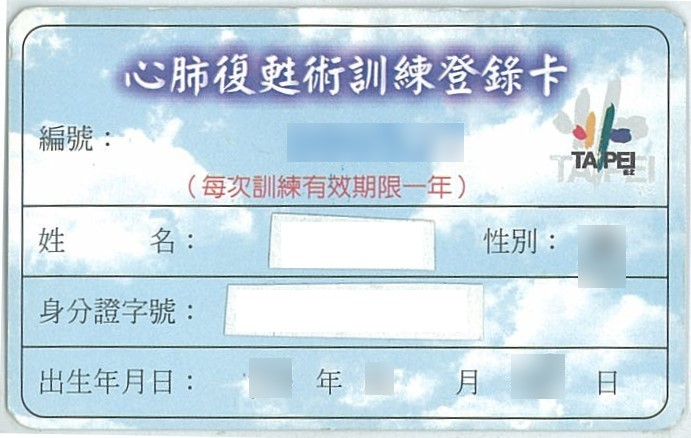
台北市心肺復甦術訓練登錄卡

- 社團法人台灣運動安全暨急救技能推廣協會
- 急救教育推廣與諮詢中心
- 社團法人中華緊急救護技術員協會

## 香港認可之心肺復甦或急救資格訓練機構
- 香港聖約翰救護機構
- 香港紅十字會醫護服務部
- 香港消防處（只為員工內部核發）
- 香港醫療輔助隊（只為隊員內部核發）
- 中國香港拯溺總會
- 香港專業護理學會
- 職業安全健康局